# 마지막 위안부
"마지막 위안부"는 2015년에 개봉한 대한민국의 영화이다.

## 캐스팅
- 한가영 : 연희 역
- 김미영 : 미야꼬 역
- 레이 : 단단 역
- 심호성
- 권성영
- 정남현
- 유하식
- 강준규
- 김병수